# عضادة

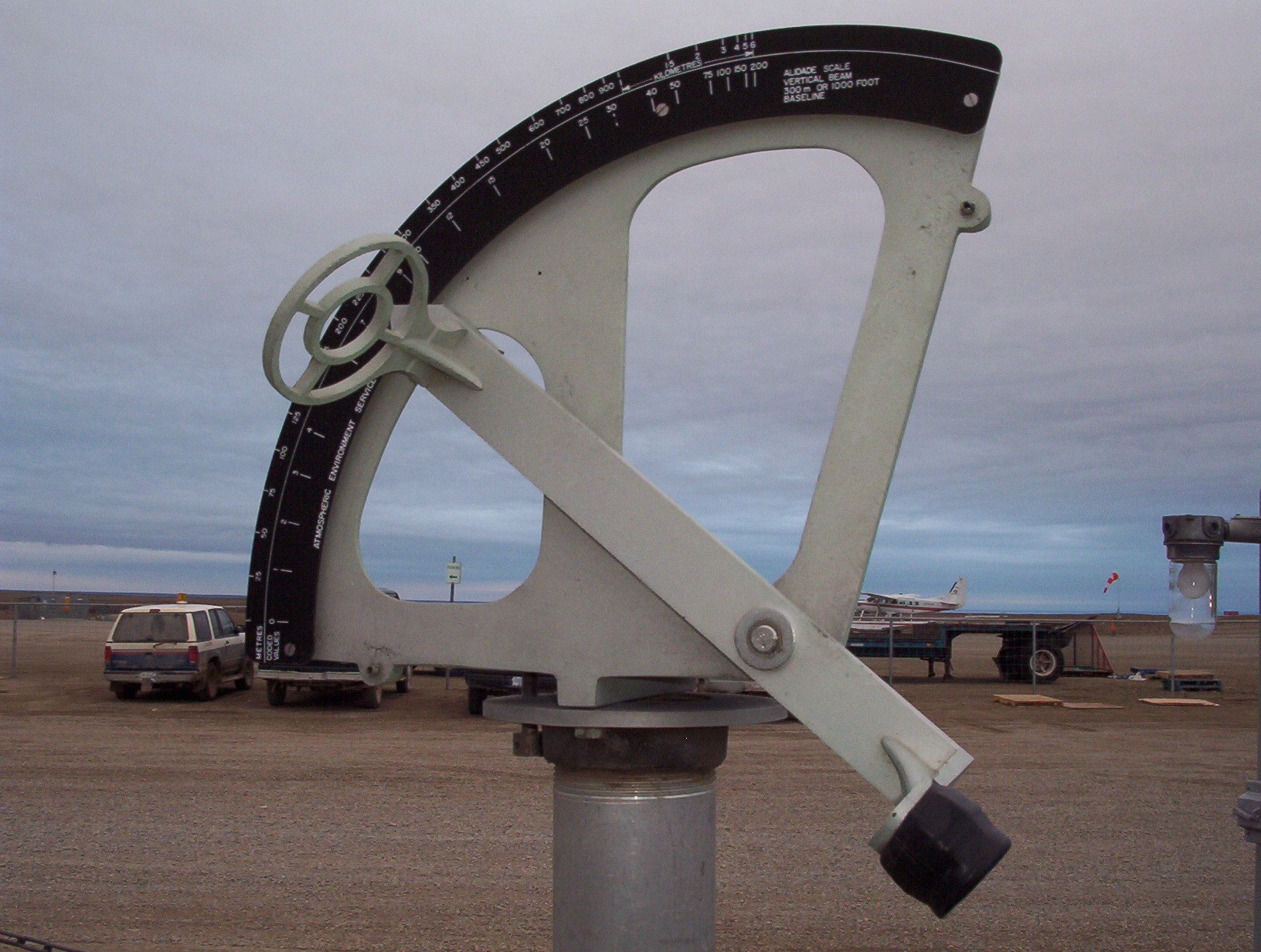
عضادة بسيطة.

العِضَادَة (الجمع: عِضَادَات، عَضَائِد) هي جهاز يسمح بمشاهدة جسم بعيد، واستخدام خط الرؤية لأداء مهمة. هذه المهمة قد تكون على سبيل المثال، للرسم على المخطط باتجاه الجسم، أو لقياس زاوية للجسم من نقطة مرجعية. الزوايا قد تكون أفقية، عمودية أو في أي مستوى.

## للمراجع
1. ↑  منير البعلبكي؛ رمزي البعلبكي (2008). المورد الحديث: قاموس إنكليزي عربي (بالعربية والإنجليزية) (ط. 1). بيروت: دار العلم للملايين. ص. 46. ISBN:978-9953-63-541-5. OCLC:405515532. OL:50197876M. QID:Q112315598.
2. ↑  المعجم الموحد لمصطلحات الجغرافيا: (إنجليزي - فرنسي - عربي)، سلسلة المعاجم الموحدة (9) (بالعربية والإنجليزية والفرنسية)، تونس: مكتب تنسيق التعريب، 1994، ص. 8، OCLC:1014100325، QID:Q113516986
3. ↑  مجموعة المصطلحات العلمية والفنية التي أقرها المجمع (بالعربية والإنجليزية والفرنسية)، القاهرة: مجمع اللغة العربية بالقاهرة، ج. 6، ص. 93، OCLC:1034549709، QID:Q109610899
4. ↑  "معلومات عن عضادة على موقع enciclopedia.cat". enciclopedia.cat. مؤرشف من الأصل في 2019-12-10.
5. ↑  "معلومات عن عضادة على موقع universalis.fr". universalis.fr. مؤرشف من الأصل في 2019-07-25.